# Krewetka pistoletowa
Krewetka pistoletowa (łac. Alpheus bellulus) – morski skorupiak z rzędu dziesięcionogów, gatunek krewetek z rodzaju Alpheidae, zaliczany do owoców morza. Została opisana w 1969 r.

## Opis
Krewetka pistoletowa może urosnąć do rozmiaru od 4 do 5 cm. Ciało jest wytrzymałe i nieprzejrzyste. Pancerz jest żółty lub żółto-biały. Wzory na ciele są nieregularne, ich kolor to zazwyczaj jasnobrązowy, brązowawofioletowy lub brązowopomarańczowy. Czułki są czerwone. Prawe szczypce są większe od lewych.
Swoją nazwę zawdzięcza głośnemu dźwiękowi, jaki wydają jej zamykające się gwałtownie szczypce. Jest on tak intensywny, że może ogłuszyć przeciwnika. 

## Występowanie
Krewetka pistoletowa mieszka w piaszczystym podłożu w płytkich wodach do 10 metrów głębokości. 
Krewetki te można znaleźć w wodach tropikalnych obszaru Zachodniego Pacyfiku.

## Pożywienie
Krewetki te są mięsożercami, żywią się głównie małymi bezkręgowcami. Może żyć w symbiozie z rybami z rodziny babkowatych (Cryptocentrus cinctus, Amblyeleotris guttata, Stonogobiops yasha). W takim układzie skorupiak zdobywa pokarm, a ryba ostrzega przed niebezpieczeństwem (krewetki te mają bardzo słaby wzrok). Razem chowają się w jamkach wykopywanych przez krewetkę. Oba zwierzęta pozostają w stałym kontakcie dotykowym.

## Akwarystyka
Krewetka pistoletowa jest jedną z najpopularniejszych krewetek w akwarystyce morskiej, ponieważ ma spokojne zachowanie, jest niedroga i nie wymaga skomplikowanej pielęgnacji. Może być karmiona wieloma popularnymi pokarmami, takimi jak płatki, granulki i większość pokarmów mrożonych.